# 柔道整复师
柔道整复师（英語：bone setter），柔道整复师是日本以柔道整复术为职业的人并已经取得了日本国家认定的资格证书的人。在柔道整复师法第二条定义为：「柔道整复师是获得日本厚生劳动大臣的许可证并以柔道整复术为职业的人」。
日本厚生劳动省把柔道整复师定义为整骨醫師、接骨醫師。柔道整复师不單只是在整骨醫院中工作，也在經常在於外科和矫形外科中工作。並且柔道整复术的施术是属于医疗行业的行為。 
柔道整复术是日本古代的独特的传统医学。据猜测其来源可能是世界最初的矫形外科的发起者所编写的法国医学书籍的荷兰语译本。進行不开刀的手术（非侵入性整复术，徒手整复术) 
柔道整复术相关的古书籍，《正骨范》和《正骨源》皆是翻译自西方医学。经过明显的实例和实际文字的缩减方法还有图示比较，得到了较为详细的历史。
在日本，下颌关节脱臼的治疗除了医生、柔道整复师、牙医以外，其他的行業是不被允许的。柔道整复师是主要治疗骨折，脱臼・碰撞伤・扭伤・挫伤・肌肉和软组织损伤。 .
柔道整复术是柔道整复师的专有资格，医生和柔道整复师之外的人不允许以柔道整复术來治療病患。

## 职业介绍
スポーツや日常生活の中で生じた、打撲、捻挫、脱臼および骨折などの各種損傷に対して、外科手術、薬品の投与等の方法によらずに、応急的もしくは医療補助的方法により、その回復を図ることを目的に施術を行う。
　治療は、各種損傷に対して、評価、整復、固定、後療法、指導管理などを行う。評価では、患者の症状を聞く問診、患部を観察する視診、患部に触れて診断する触診を行い、患者の状態を把握し、柔道整復師の業務範囲かどうかを判断する。その後、損傷の程度や患者の自然治癒力に合わせて治療方針を決定する。
　整復では、骨折の際の骨の損傷や、脱臼・捻挫の際の関節部分のずれなどを、手技により正常な状態に戻す。固定では、患部の治癒の促進、再転倒などの防止、痛みの軽減のために、ギプスなどの固定材やテーピングなどで患部を固定する。
　後療法は、整復や固定による処置後の治癒を促進したり、早期に正常な運動機能を取り戻すことができるように行うもので、柔整マッサージなどの手技療法、運動療法、温熱などによる物理療法がある。また、以上の治療を行う間は、患者の日常生活について適切な指導管理を行い、患部に悪影響が生じないようにする。
　骨折や脱臼の場合には、応急手当てを行う場合以外は、治療について医師の同意を得てから行うこととされている。

出典：厚生労働省 職業安定局による職業紹介

## 法律
- 柔道的方法的 定义由行动。方法的柔道的治疗师的执法遵循。[9].
- 柔道整復的工作，瘀伤、扭伤、混乱和骨折手术装置，以及药物管理方法，例如通过一个紧急情况或医疗辅助的方式和恢复。[10]通过他们的疾病或伤害无关的颈部僵硬、背痛、疲劳为处理柔道整復的业务不是。[11]

## 许可证
许可证，关于获取当前的柔道的方法，如下所示，已经确定。
- 柔道是一个国家资格认证和许可证的卫生部长、劳动和福利的给予。[12]
- 在1989年 (平成 第一年)的柔道法，县长，但测试已经完成。在1993年 (Heisei5年)第1柔道 国家的审查 进行每年1次测试正在进行的。
- 考虑到得到下一个3年、解剖学、生理学、等有学习。[13]强制性的单位数量是85信贷或多个 [14].
  - 通过教育部、文化、体育、科学和技术指定的学校
  - 卫生部长、劳动和福利省的指定 训练柔道设施
- 柔道国家的审查主题如下。
  - 解剖学、生理学、运动学、病理学，以及介绍、卫生和公共卫生科学学院、一般临床医学、 新闻部的外科手术，介绍的、 整形外科手术、康复医学、柔道整復理论，一致适用的法律。考试是200问题和义务问题的30个问题，总共230个问题的标记表的公式。传统的200个问题是问题的数量为230问题和增加。强制性的问题是正确答案的百分比为8%的通行。其他问题可能是，即使强制性的问题，在2个错误的如果你拒绝了这一机制。

## 和其他相关法律和法规
- 柔道的业务设施 治疗设施 以及 [15]，打开之后十天内处理地点位置的 保健中心 通过总督注意到需要 [16].在治疗的地方结构的标准是有关柔道执法的第十八条中阐述，并且收到的评论意见的内容有关第十条的阐述。
- 柔道，对其业务范围内他们受伤了解他们的治疗可以疾病或伤害是否是或不是你的判断一个处理可以做到的。在这方面 的一个护士 或 理疗医师 业务，例如启动的医生的指示和需要的工作不同。但是， 脊骨 可以做你的医生是有限的 [17]，同时， 它认为，当能无法自由流动，通过按摩，指压的， 谁, 黄瓜师 的法律 第十条，"任何人，无论，以揭示出在医疗法类似的工作，作为不行。然而，柔道整復业务的情况下柔道法(昭和第四十五年来在法律问题的第十九)应规定。" 还有， 医疗行为类似 于针和指压柔道整復是"柔道整復业"。该部柔道整復，医生可能需要做"治疗"之间的区别"处理"，并呼吁它好的........医生的"初次访问的费用"相当于"初始测试的费用"。
- 手术 外科、 X-射线 [18]，药物 的处方药、注射剂被禁止 [19].然而， 药膏 像一个业务与当然是必要的，如果唯一的例外是公认的。此外，脖子扭伤伴随着头的影响，例如，如果有一个预期影响可以忽视这样，如果必要的专家应该是这样的,柔道是处理当使用某些责任。因此，一般临床科学(内科疾病的诊断方法在1)或其他手术病理学有关的研究必须考试问题成为范围。此外，"医生的同意的其他脱臼或骨折受影响地区的治疗是不是"是"，并提供第一救助如果不是这个"并 [20].
- 医生，"柔道从脱臼或骨折受影响地区的治疗和同意当要求，因此没有拒绝这个"不是 [21].
- 柔道是运营的柔道的治疗师的法律 保密义务 的欠款 [22].
- "医用类似作为"疾病的治疗或卫生保健目的仪器光仪器、设备和其他物品用于或适用或肢体或精神作用治疗的行为由其他法律或规章和公认的资格，但范围内的这种检查或治疗不应"，换句话说"疾病的治疗或卫生目的的法医生、牙科医生，是速度最快的人，谁，当我掌握或柔道等等， 其他法律和规章，在正式就资格接受其业务，因为它是行动""并。(仙台高等法院，Showa29年6月29日的裁决昭和28(I)第275号。) [23]
- 据认为，当能无法自由流动，和黄瓜，柔道整復，等等。 商业法》第五篇文章，"治疗"而你，当然"是最快的忍术或柔道整復術"意味着，这些治疗工作要做，作为一个理论上的医師法第十七条的所谓的"医疗"的一部分的空间来促进玻璃不仅仅是商业方面作为它的一部分。(卫生部、劳动和福利的主页) [3]

## 培训设施・教师
- 培训设施、职业学校、专科学校、大学和学校的各种形式。更多信息 柔道整復培训设施中 看到。
- 柔道学校的培训设施规定的规则、培训设施的需求得到满足， 柔道教师 的资格已经建立。
- 培训的设施数目在1998年的14所学校在2011年从108学校的飙升。[24]已经成为。

## 在日本、柔道号码的
- 卫生部、劳动和福利"的平成，24年来，卫生和环境卫生行政业务的报告"，根据工作的柔道是58,573人、整形外科诊所(治疗设施)数是42,431。柔道，数矫形外科诊所(治疗设施)的数量，并在近年来大幅飙升。[25]

- 最后一个柔道一定数量的治疗设施数量的外部链路参考。

## 柔道的处理有关的高成本医疗保健福利
- 骨折，错位，瘀伤、扭伤在柔道整復如果你接受健康保险从高成本医疗保健福利可以接受。
- 近年来，柔道，通过其医疗费用不正請求是一个社会的问题。， 和相关报告，许多已经由 [26].

## 其他日本以外
韩国，1961年，政变的爆发，并下 ，1962年 在新的保健法律颁布。军事革命和国家重建最高苏维埃在国家法律，第59条文中删除有法律规定，补充规定保持警惕的条款(针的技术人员，艾技术人员、推拿治疗师和接骨律师的既得利益，对抗人员条例)通过设立这些计划已经被废除，它通过韩国在接骨一代又一代，只要的处理。

## 相关组织
日本医疗协会中， 日本的牙科协会的， 日本药物协会的， 日本护理协会的， 日本饮食协会的， 日本物理治疗师协会的， 日本职业治疗师协会，如工业统一的专业协会不存在。以下组织这样的。
- 基金会 柔道整復培训试验的基础
- 公益法协会 日本柔道整復学校协会
- 公共利益纳协会、日本柔道协会  (超过17 000名成员具有最大的部队和眼睛)
- 国家提供软针灸的合作 （页面存档备份，存于）
- 合作社在日本接骨护士协会
- 合作社近的一个骨科医师见过
- 合作协会日本软电视研究所
- 合作的千寿软宾教师协会

大多数
注意)第二組合组织或第三盟组织，等等。 不没有根据的。
- 整形外科诊所
- 柔道整復培训设施
- 培训设施
- 柔道整復術
- 医疗法类似于
- 按摩治疗

## 脚注
1. ↑  .   [2017-06-08]. （原始内容存档于2016-03-10）.
2. ↑   (PDF).   [2017-06-08]. （原始内容存档 (PDF)于2013-06-14）.
3. 1 2  .   [2017-06-08]. （原始内容存档于2017-03-26）. 外部链接存在于|title= (帮助)
4. ↑  医科点数表 （页面存档备份，存于）世界大百科事典内の非観血的手術の言及 （页面存档备份，存于）
5. ↑  長崎大学医学部 創立150周年記念誌 （页面存档备份，存于）長崎のオランダ医学 的存檔，存档日期2013-06-25.
6. ↑   (PDF).   [2017-06-08]. （原始内容存档 (PDF)于2018-02-27）.
7. ↑  骨折・脱臼の治療については医師の同意（口頭でよい）が必要であるが、応急手当ではこの限りではない。
8. ↑   (PDF).   [2017-06-08]. （原始内容存档 (PDF)于2013-06-14）.
9. ↑  医療法、医薬品医療機器等法、あはき法、その他の法律に抵触してはならない柔道整復は「医業類似行為」であるが、広義の「医行為」であると解釈される。
10. ↑  柔道整復師養成施設不指定処分取消請求事件　福岡地裁平成9(行ウ)31 （页面存档备份，存于）　「争いのない事実等」に記載。
11. ↑  .   [2017-06-08]. （原始内容存档于2020-08-13）.
12. ↑  柔道整復師法第三条
13. ↑  柔道整復師法第十二条
14. ↑  単位数は85単位とされているが、看護師資格などと異なり履修時間の定めはないため、実際の授業時間は各学校ごとのばらつきが大きい。
15. ↑  柔道整復師法第二条第二項
16. ↑  柔道整復師法第十九条
17. ↑  医師法第十七条
18. ↑  最高裁の判例。
19. ↑  柔道整復師法第十六条
20. ↑  柔道整復師法第十七条
21. ↑  厚生省医発第六二七号、同保険発第一四〇号
22. ↑  柔道整復師法第十七条の二
23. ↑   (PDF).   [2017-06-08]. （原始内容存档 (PDF)于2016-04-18）.
24. ↑  柔道整復師試験の新卒受験者数は毎年5000人強であり、2割以上の定員割れがあると推定される。
25. ↑  平成24年の就業柔道整復師は58,573人、直近の増加数は年間4.073人であった。
26. ↑  . ひーりんぐマガジン. 2016-09-14  [2017-06-08]. （原始内容存档于2020-12-05）.
27. ↑  . 柔整ホットニュース. 2013-12-01  [2017-06-08]. （原始内容存档于2021-01-26）.